# Titanoptilus procerus
Titanoptilus procerus is een vlinder uit de familie vedermotten (Pterophoridae). De wetenschappelijke naam van deze soort is voor het eerst geldig gepubliceerd in 1969 door Bigot.
De soort komt voor in tropisch Afrika.